# 雄烯二醇
雄烯二醇（英語：Androstenediol，或称为5-雄烯二醇 5-androstenediol、雄-5-烯-3,17-二醇 androst-4-ene-3,17-diol，缩写A5、Δ5-diol）是一种活性较弱的内源性雄激素，也是由脱氢表雄酮（DHEA）生物合成睾酮的中间产物。雄烯二醇和雄烯二酮（Androstenedione，androst-4-ene-3,17-dione）名称类似，但要注意两者的碳碳双键位置不同。

甾体激素的合成，雄烯二醇位于左下角